# Слов'янський район (Краснодарський край)
Слов'янський район розташований у західній частині Краснодарського краю, в межиріччі гирлових рукавів Кубані. Має межі з Красноармійським і Приморсько-Ахтарським (по Протоці), Кримським (по Кубані) і Темрюцьким (по єрику Курка і лиманам Жестерської групи) районами. На заході омивається водами Азовського моря.
Площа 2156 км². Населення 44,8 тис. осіб. У складі району налічується 1 селищна і 6 сільських Рад. Адміністративний центр — місто краєвого підпорядкування Слов'янськ-на-Кубані.
Слов'янський район займає центральну частину Кубанської дельти. Рельєф — плоска, майже ідеальна рівнина, складена річковими наносами. Абсолютні відмітки поверхні ледве помітно зменшуються в напрямку з південного сходу на північний захід від 10 м (у Раздерського вузла) до −0,5 м (у Приазовських плавнях). Переважаючими формами рельєфу є сухі річища і прирічищні пасма колишніх єриків, міжпасмові пониження (блюдця, западини і стародавні морські бари, «черепашакові пасма»). У південній частині району розташована острівна піднесеність тектонічного походження — Ханьковська «гора» (25 м). Повсюдно канали, вали, сплановані майданчики (рисові чеки, виїмки ґрунту — кар'єри).

## Клімат
Клімат Слов'янського району формується під впливом двох атмосферних течій: північно-східного (континентального) і південного-західного (морського). Перша приносить холод (взимку), запорошені бурі (навесні) і спеку (влітку), друга — відлигу, дощі (взимку), зливи і грози (влітку). Середня річна температура повітря в районі складає +10°. Найспекотніший місяць — липень (+23°), найхолодніший, — січень (-2°). По кількості опадів (менше 500 мм на рік) район відноситься до недостатньо зволожених місць, але близькість Азовського моря, наявність великих лиманів і неглибоке залягання ґрунтових вод компенсують брак атмосферної вологи.

## Гідрографія
Мережа гідрографії Слов'янського району представлена приморськими і внутрішніми водоймищами. До перших відносяться Азовське море, Кубань і Протока, до других — численні лагунні і заплавні лимани, єрики і гирла. Азовське море омиває територію району впродовж 41 км, Кубань — 62 км і Протоки — 128 км. Лимани займають восьму частину площі району, розташовуючись в прибережній смузі Азовського моря (Жестерська, Горьковська і Сладковська групи) і лівобережжі Протоки (Черноєрковська група). Найбільші  лимани: Східний (28 кв км), Гіркий (24 кв км), Солодкий (20 кв км) і Довгий (18 кв км). Єрики (Курка, Чумаків, Терноватий, Берестоватий, Демін) і гирла (Зозулієвське, Солодке, Соляниковське) каналізовані водотоками.

## Ґрунти
Ґрунти Слов'янського району є мозаїчним переходом від дельтових чорноземів, що покривають прирічищні вали Кубані і Протоки поблизу Раздерського вузла, до слаборозвинених утворень Приазов'я. У проміжній смузі поширені лукові, луково-плавневі і плавневі ґрунти. Лукові (алювіальні) ґрунти зустрічаються в заплаві Кубані, в районі станиці Черноєрковській і в Примор'ї. Властива цим ґрунтам солонцюватість нейтралізується атмосферними опадами. Луково-плавневі ґрунти вистилають простір між Славянськом-на-Кубані і Петровською. На них добре ростуть зернові (рис). Плавневі ґрунти, представлені декількома солончакуватими диференціаціями, покривають вододіли Черноєрковських лиманів.

## Природні ресурси
Природні ресурси Слов'янського району вельми різноманітні. Надра Кубано-Протоцького межиріччя таять в собі запаси палива (нафта, природний газ), хімічної сировини (йод і броммісткі води), будівельних матеріалів (пісок, глина, морська черепашка — «черепашка»).

## Населення
У Слов'янському районі (без адміністративного центру) 44,8 тис. осіб. Переважна більшість — росіяни. Окрім них, живуть українці, вірмени тощо. Середня щільність населення — 25 осіб на 1 кв км. Найгустіше заселені південна і східна частини району, найменше — лівобережжя нижньої течії Протоки і приморська смуга.
У районі налічують 45 населених пунктів: одне селище міського типу, 3 станиці, 10 селищ, 1 сіло і 30 хуторів. Всі поселення розташовані на прирічищних валах гирлових рукавів і єриків. Найбільш населений пункт району — станція Петровська (10,7 тис.), Анастасієвська (9,6 тис.) і Черноєрковська (3,0 тис.) Близько 2 тис. осіб налічує кожен з хуторів: Бараниковський, Ханьков і Нещадімовський.
Добре розвинені промисловість, сільське і рибне господарство, будівництво і транспорт.

## Адміністративний поділ
Територія Слов'янського району складається з:
- міське поселення:
  - Слов'янське міське поселення — центр місто Слов'янськ-на-Кубані
- 14 сільських поселень
  - Анастасіївське сільське поселення — центр станиця Анастасіївська
  - Ачуївське сільське поселення — центр село Ачуїво
  - Забойське сільське поселення — центр селище Забойський
  - Кировське сільське поселення— центр хутір Галицин
  - Коржевське сільське поселення — центр хутір Коржевський
  - Маївське сільське поселення — центр хутір Маївський
  - Петровське сільське поселення — центр станиця Петровська
  - Прибрежне сільське поселення — центр селище Совхозний
  - Прикубанське сільське поселення — центр хутір Прикубанський
  - Протоцьке сільське поселення — центр хутір Бараниковський
  - Рисове сільське поселення — центр селище Рисовий
  - Сільське поселення Голуба Нива — центр селище Голуба Нива
  - Целінне сільське поселення — центр селище Целінний
  - Чорноєрковське сільське поселення — центр станиця Чорноєрковська